# Mesterrieux
Mesterrieux é uma comuna francesa na região administrativa da Nova Aquitânia, no departamento da Gironda. Estende-se por uma área de 3,58 km². Em 2010 a comuna tinha 230 habitantes (densidade: 64,2 hab./km²).